# Militärischer Verdienstorden der Deutschen Demokratischen Republik

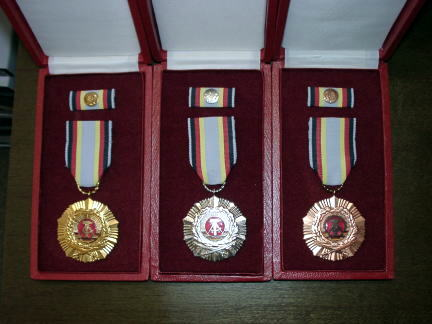
Bandorden und Bandschnalle aller Klassen

Die Militärische Verdienstorden der Deutschen Demokratischen Republik war eine staatliche Auszeichnung  der Deutschen Demokratischen Republik (DDR), welche in Form eines Verdienstordens verliehen wurde. 

## Beschreibung
Die Stiftung des Militärischen Verdienstordens und der Militärischen Verdienstmedaille erfolgten 1982 durch den Ministerrat der DDR durch ihren Vorsitzenden Willi Stoph, die Verleihung wurde zusammen mit einer Urkunde durch den Minister für Nationale Verteidigung vorgenommen. Mit dem Orden wurden besondere Verdienste bei der Festigung freundschaftlicher Beziehungen und der Weiterentwicklung der Zusammenarbeit zwischen der Nationalen Volksarmee (NVA) und den Armeen bzw. Streitkräfte anderer Staaten gewürdigt. Auf den Begriff Bruderstaaten wurden in den Stiftungsstatuten verzichtet.

## Protokoll
Der Militärische Verdienstorden und die Militärische Verdienstmedaille  waren nicht für Angehörige der NVA oder Bürger der DDR bestimmt, sondern nur für Angehörige anderer staatlicher Streitkräfte oder deren Zivilangestellte. In der per Verordnung im Gesetzblatt der DDR festgelegten Rangfolge der staatlichen Auszeichnungen der DDR kamen sie daher nicht vor.

## Klasseneinteilung
- I. Klasse (in Gold)
- II. Klasse (in Silber)
- III. Klasse (in Bronze)

## Aussehen und Tragweise
Die bronzefarbene, versilberte oder vergoldete Medaille ist strahlenförmig mit fünf Zacken und hat einen Durchmessern von 44 mm. (gemessen an der breitesten Stelle). Das Avers zeigt mittig das farbig emaillierte Staatswappen der DDR, welches von zwei unten geflochtenen nach oben hin gebogenen offenen Eichenlaubblättern umschlossen wird. Darunter befinden sich mittig zwei gekreuzte Säbel. Das Revers der Medaille zeigte dagegen mittig die dreizeilige Inschrift: MILITÄRISCHER / VERDIENST- / ORDEN. Darunter am mittigen Medaillenrand die Inschrift: DDR, welcher links und rechts von einem kurzen nach oben gebogenen Lorbeerzweig beidseitig flankiert wird. Getragen wurde die Medaille nach den Statuten des anderen Landes an einem hellgrauen Bande als klassischer Bandorden. In dieses Band sind links und rechts 3 mm vom Saum entfernt jeweils ein 8 mm breiter Schwarz-rot-goldene Mittelstreifen eingewebt. Die Interimsspange ist von gleicher Beschaffenheit, zeigt allerdings mittig die 10 mm durchmessende aufgesetzte Miniatur des Avers des Ordens in der Farbe der verliehenen Klasse.